# Lasioglossum amurense
Lasioglossum amurense là một loài Hymenoptera trong họ Halictidae. Loài này được Vachal mô tả khoa học năm 1902.